# Coregonus zenithicus
Coregonus zenithicus es una especie de pez de la familia Salmonidae en el orden de los Salmoniformes.

## Morfología
Los machos pueden llegar alcanzar los 40 cm de longitud total.

## Depredadores
Es depredado por Petromyzon marinus.

## Hábitat
Vive en masas de agua dulce entre los 20-180 m de profundidad y de clima templado.

## Distribución geográfica
Se encuentra en Norteamérica.

## Longevidad
Vive hasta los 11 años.